# Ian Stenlake
Ian Stenlake, de son vrai nom Ian Edward Stenlake, est un acteur australien né le 5 juillet 1969 à Barcaldine, Queensland, Australie.

## Biographie
Ian est un acteur australien reconnu pour ses divers rôles au théâtre (Princess Théâtre à Melbourne et Capitol Théâtre à Sydney...etc) et également dans plusieurs séries télévisées australienne à succès. C'est une valeur sûre dans le milieu artistique.
Il est diplômé en 1996 de la prestigieuse école "Institut National d'Art Dramatique" de Sydney (NIDA = Australia's National Institute of Dramatic Art).
C'est lors de ses vacances à Rome, en 1990, quand il n'était encore qu'étudiant et devant initialement étudier le droit du commerce, qu'il fit sa première expérience de comédien en apparaissant dans le film Le Parrain 3.
Il a deux sœurs Susan et Tresona et un frère Darryl.
Il est marié depuis 2001 à Rachael Beck, comédienne australienne avec qui il a eu 2 filles ; Tahlula (née le 15 janvier 2007) et Roxy (née le 19 avril 2009).
Ian aime le golf, la course, le triathlon, le football, la cuisine, le jardinage et a un intérêt majeur pour la médecine.
Il a de grands talents de chanteur et pianiste.

## Carrière

### Séries télévisées
- Sea Patrol  de 2007 à 2011 : Commandant Mike Flynn
- Stingers de 1998 à 2002 : rôle du Constable Oscar Stone
- Emmerdale: The Dingles Down Under 1997 : Anthony Gibson

### Théâtre
- Cabaret (2003, rôle : Cliff)
- They're Playing Our Song (2003, rôle : Vernon Gersch)
- Eureka (2004, rôle : Peter Lalor)
- Oklahoma ! (2005, rôle : Curly)
- The Pajama Game (2006, rôle : Syd)
- Sleeping Beauty (2007)
- Guys and Dolls (2008, rôle : Sky Masterson)
- Bille Brown (2009, rôle : père de Michael Walsh)
- Around the World in 80 Days (2016, rôle : Phileas Fogg)